# 391 (szám)
A 391 (római számmal: CCCXCI) egy természetes szám, félprím, a 17 és a 23 szorzata.

## A szám a matematikában
A tízes számrendszerbeli 391-es a kettes számrendszerben 110000111, a nyolcas számrendszerben 607, a tizenhatos számrendszerben 187 alakban írható fel.
A 391 páratlan szám, összetett szám, azon belül félprím, kanonikus alakban a 171 · 231 szorzattal, normálalakban a 3,91 · 102 szorzattal írható fel. Négy osztója van a természetes számok halmazán, ezek növekvő sorrendben: 1, 17, 23 és 391.
Középpontos ötszögszám.
A 391 az első szám, ami minden nála kisebb számnál több, 27 különböző szám valódiosztó-összegeként áll elő, ezért erősen érinthető szám. (A238895 sorozat az OEIS-ben)
A 391 négyzete 152 881, köbe 59 776 471, négyzetgyöke 19,77372, köbgyöke 7,31238, reciproka 0,0025575. A 391 egység sugarú kör kerülete 2456,72546 egység, területe 480 289,82647 területegység; a 391 egység sugarú gömb térfogata 250 391 096,2 térfogategység.